# Nibelungen Valley
Das Nibelungen Valley ist ein eisfreies Tal im ostantarktischen Viktorialand. Es liegt westlich des Plane Table und des Panorama Peak in der Asgard Range.
Das New Zealand Antarctic Place-Names Committee benannte das Tal nach dem legendären Volk aus der Nibelungensage.